# Gran Premio del Úlster de Motociclismo de 1952
El Gran Premio del Úlster de Motociclismo de 1952 fue la sexta prueba de la temporada 1952 del Campeonato Mundial de Motociclismo. El Gran Premio se disputó del 14 al 16 de agosto de 1952 en el Circuito de Clady.

## Resultados de 500cc
En la carrera de 500cc salieron 32 corredores pero solo 22 llegaron a la meta. Los principales abandonos fueron los líderes del Mundial Reg Armstrong y Umberto Masetti. El tercer hombre de la general Geoff Duke no pudo participar debido a una lesión. Sin embargo, las marcas italianas se habían cubierto. Bill Lomas corría con una MV Agusta 500 4C para la ocasión y Cromie McCandless tenía una Gilera 500 4C. McCandless ganó la carrera casi tres minutos de ventaja sobre Rod Coleman con la AJS E95 y Lomas quedó tercero. Les Graham marcó la vuelta rápida, pero se tuvo que retirar. Norton fue la gran perdedora: sin Duke, los otros pilotos Syd Lawton y Ken Kavanagh abandonaron como Armstrong. Como resultado, los privados tuvieron que sacar las castañas del fuego: Phil Carter y el joven novato John Surtees. Armstrong y Masetti se mantuvieron a la cabeza de la general pero Rod Coleman pasó del sexto al tercer puesto.
| Pos.    | Piloto             | Equipo    | Tiempo     | Pts. |  |
| ------- | ------------------ | --------- | ---------- | ---- |  |
| 1       | Cromie McCandless  | Gilera    | 2:28"54'0  | 8    |  |
| 2       | Rod Coleman        | AJS       | +2"47'3    | 6    |  |
| 3       | Bill Lomas         | MV Agusta | +5"07'8    | 4    |  |
| 4       | Jack Brett         | AJS       | +6"14'0    | 3    |  |
| 5       | Phil Carter        | Norton    | +8"27'4    | 2    |  |
| 6       | John Surtees       | Norton    | +1 ronde   | 1    |  |
| 7       | Roy Evans          | Norton    | +1 Vuelta  |      |  |
| 8       | Sparks Campbell    | Norton    | +1 Vuelta  |      |  |
| 9       | John Guirke        | Norton    | +1 Vuelta  |      |  |
| 10      | Jack Bailey        | Norton    | +1 Vuelta  |      |  |
| 11      | Malcolm Templeton  | AJS       | +1 Vuelta  |      |  |
| 12      | Harry Turner       | Norton    | +1 Vuelta  |      |  |
| 13      | Douglas Sides      | Velocette | +2 Vueltas |      |  |
| 14      | Reginald MacDonald | AJS       | +2 Vueltas |      |  |
| 15      | Rally Dean         | Norton    | +2 Vueltas |      |  |
| 16      | Robert Ferguson    | AJS       | +2 Vueltas |      |  |
| 17      | Giuseppe Colnago   | Gilera    | +2 Vueltas |      |  |
| 18      | John Dickson       | Velocette | +2 Vueltas |      |  |
| 19      | Rob Fitton         | Norton    | +3 Vueltas |      |  |
| 20      | Fonsie McGovern    | Norton    | +3 Vueltas |      |  |
| 21      | J.O. Kerrigan      | Triumph   | +3 Vueltas |      |  |
| 22      | Stanley Williamson | Norton    | +3 Vueltas |      |  |
| Ret     | Ken Kavanagh       | Norton    | Ret        |      |  |
| Ret     | Les Graham         | MV Agusta | Ret        |      |  |
| Ret     | Syd Lawton         | Norton    | Ret        |      |  |
| Ret     | Reg Armstrong      | Norton    | Ret        |      |  |
| Ret     | Umberto Masetti    | Gilera    | Ret        |      |  |
| Fuente: |                    |           |            |      |  |

## Resultados 350cc
La carrera de 350cc se corrió el jueves 14 de agosto, sin los lesionados Ray Amm y Geoff Duke. Ken Kavanagh ganó la carrera por delante de su compañero de equipo de Norton Reg Armstrong y Rod Coleman.
| Pos. | Piloto            | Equipo    | Tiempo     | Pts. |
| ---- | ----------------- | --------- | ---------- | ---- |
| 1    | Ken Kavanagh      | Norton    | 2h 15’43”8 | 8    |
| 2    | Reg Armstrong     | Norton    |            | 6    |
| 3    | Rod Coleman       | AJS       |            | 4    |
| 4    | Jack Brett        | AJS       |            | 3    |
| 5    | Ernie Ring        | AJS       |            | 2    |
| 6    | Mike O'Rourke     | AJS       |            | 1    |
| 7    | Charlie Luck      | Velocette |            |      |
| 8    | Robin Sherry      | AJS       |            |      |
| 9    | William Campbell  | Norton    |            |      |
| 10   | Jack Bailey       | Norton    |            |      |
| 11   | Roy Evans         | AJS       |            |      |
| 12   | Bill Hall         | Velocette |            |      |
| 13   | Vic Willoughby    | Velocette |            |      |
| 14   | Tom Turner        | Norton    |            |      |
| 15   | A.K. Howth        | AJS       |            |      |
| 16   | Leo Starr         | AJS       |            |      |
| 17   | Bob Browne        | AJS       |            |      |
| 18   | Douglas Sides     | Velocette |            |      |
| 19   | Malcolm Templeton | AJS       |            |      |
| 20   | Robert Ferguson   | AJS       |            |      |
| 21   | Leonard Williams  | Norton    |            |      |
| 22   | Ken Swallow       | Norton    |            |      |
| 23   | J. McIlwrath      | AJS       |            |      |
| 24   | Robert MacDonald  | AJS       |            |      |
| 25   | J.G. Dixon        | Velocette |            |      |
| 26   | A.R. Verity       | AJS       |            |      |
| 27   | Rally Dean        | Norton    |            |      |
| 28   | W.R. Evans        | AJS       |            |      |
| 29   | F. Ward           | Norton    |            |      |
| 30   | J.R.T. Upton      | Norton    |            |      |
| 31   | J. Woods          | Norton    |            |      |
| Ret  | Norman Stewart    | Norton    | Ret        |      |
| Ret  | Sid Lawton        | AJS       | Ret        |      |

## Resultados 250cc
Maurice Cann solo apareció esporádicamente en algunas carreras de la Copa del Mundo. Corrió en la TT Isla de Man y aquí, donde solía ganar en la categoría de 250 cc. Le quitó dos puntos a Enrico Lorenzetti, que estaba en una feroz batalla por el título mundial con Fergus Anderson. Sin embargo, no le importaba al jefe de filas de Moto Guzzi, porque Les Graham acabó por detrás de él y Anderson no anotó ningún punto.
| Pos. | Piloto            | Equipo             | Tiempo | Pts. |
| ---- | ----------------- | ------------------ | ------ | ---- |
| 1    | Maurice Cann      | Moto Guzzi         |        | 8    |
| 2    | Enrico Lorenzetti | Moto Guzzi         |        | 6    |
| 3    | Les Graham        | Velocette          |        | 4    |
| 4    | Ron Mead          | Velocette          |        | 3    |
| 5    | Benny Rood        | Velocette          |        | 2    |
| 6    | Ray Petty         | Norton             |        | 1    |
| 7    | David Andrews     | Excelsior          |        |      |
| 8    | Des Sloan         | Excelsior          |        |      |
| 9    | Chris Tattersall  | CTS (motocicletas) |        |      |
| 10   | Jock McCredie     | Excelsior          |        |      |
| 11   | Harry Stephen     | AJS-Triumph        |        |      |
| 12   | W. Ferguson       | Excelsior          |        |      |
| 13   | M. Bailey         | Excelsior          |        |      |
| 14   | G.A. Coulter      | New Imperial       |        |      |
| Ret  | Fergus Anderson   | Moto Guzzi         | Ret    |      |
| Ret  | Tommy Wood        | Moto Guzzi         | Ret    |      |

## Resultados 125cc
La Auto-Cycle Union parecía decidida a hacer triunfar la categoría de 125 cc. En la TT de Man todavía salió razonablemente bien, pero en Ulster apenas alcanzaron el mínimo requerido con seis participantes. De esos seis, solo tres llegaron a la línea de meta, pero para Cecil Sandford fue suficiente para asegurarse el título porque Carlo Ubbiali fue uno de los que abandonaron. Este era el primer título mundial para MV Agusta, que invirtió mucho en corredores de 500cc, pero este título no lo conseguiría hasta 1956.
| Pos. | Piloto            | Equipo    | Tiempo     | Pts. |
| ---- | ----------------- | --------- | ---------- | ---- |
| 1    | Cecil Sandford    | MV Agusta | 2h20’34”2  | 8    |
| 2    | Bill Lomas        | MV Agusta |            | 6    |
| 3    | Charlie Salt      | MV Agusta | + 1 Vuelta | 4    |
| Ret  | Carlo Ubbiali     | Mondial   | Ret        |      |
| Ret  | Cromie McCandless | Mondial   | Ret        |      |
| Ret  | Harvey Williams   | MV Agusta | Ret        |      |